# Patatas bravas
Le patatas bravas, dette anche patatas a la brava o papas bravas ("patate piccanti") sono un piatto originario della Spagna.

## Descrizione
Si tratta di un piatto composto tipicamente da patate bianche tagliate in cubetti larghi di 2 centimetri, poi fritte nell'olio e servite calde con una salsa piccante a base di aglio. Questo piatto è comunemente servito nei ristoranti e nei bar di Madrid e in tutta la Spagna come tapa in porzioni che contengono circa un quarto di chilo di patate.
La salsa usata per le patatas bravas viene servita a volte anche sulle cozze in un piatto chiamato mejillones en salsa brava.